# 呂雅
呂雅 （？—？年），南陽人，呂乂子，呂辰弟，曾任蜀漢謁者，清廉嚴厲有文才，著有《格論》十五篇。
西晉泰始四年（268年）三月，羅憲跟隨晉武帝司馬炎在華林園參與宴會，晉武帝詢問故蜀漢大臣的子弟，又問起其中適合任用者，羅憲推薦了常忌、杜軫、壽良、陳壽、高軌、呂雅、許國、費恭、諸葛京、陳裕，他們隨即得到了進用，都在當時知名於世。